# Nemzeti Parasztpárt

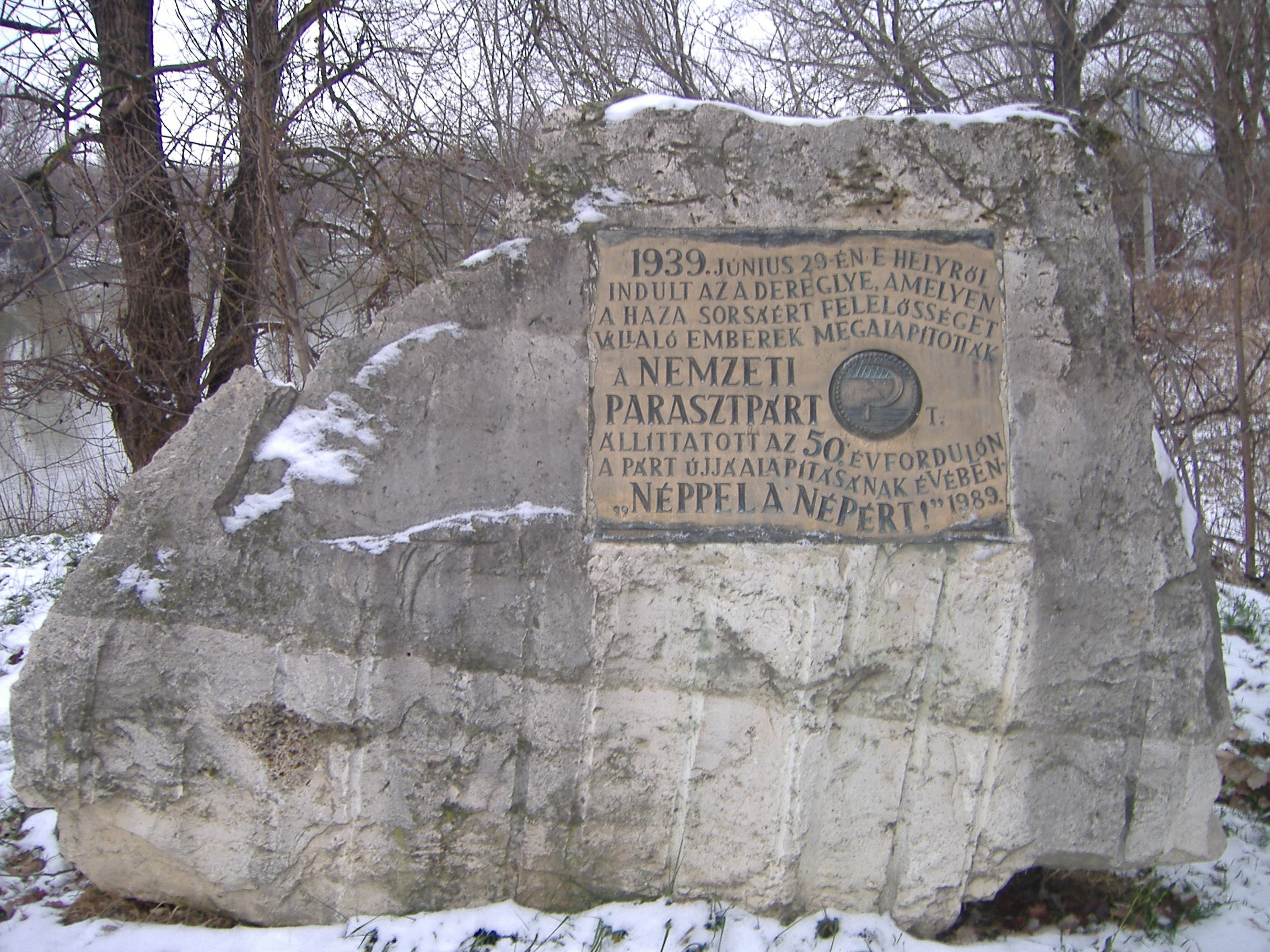
A Nemzeti Parasztpárt alapításának 50. évfordulójára emelt emlékmű Makón, a Maros partján

A Nemzeti Parasztpárt magyar agrárpárt volt, amelyet 1939-ben alapítottak népi írók és paraszt-politikusok. Bázisa hagyományosan az ország keleti részében volt, főleg az Alföld szegényparasztjai.
A magyar kommunista diktatúra megszületésével 1949-től több másik párthoz hasonlóan beszüntette tevékenységét, bár hivatalosan nem szűnt meg és például irodája is volt Budapesten. Az 1956-os forradalom idején Petőfi Párt néven alakult újjá, de a Kádár-rezsim újra felszámolta.
A kommunista rendszer bukásakor a párt ismét újjáalakult, ezúttal Magyar Néppárt-Nemzeti Parasztpárt néven, de az 1990-es és 1994-es országgyűlési választásokon nem érték el a Parlamentbe jutáshoz szükséges küszöböt, az önkormányzati választásokon csak néhány településen szereztek pozíciókat, és a párt az 1998-as választások idejére gyakorlatilag széthullott.

## A háború éveiben
Alapításában fontos szerepet vittek a korábban működő antifasiszta, nagybirtokellenes Márciusi Fronthoz tartozó népi írók. Vezetői közt ott volt Illyés Gyula, a háttérben Németh László és Bibó István.
A párt balszárnya együttműködött az illegális kommunista párttal. Baloldali vezetői részt vettek az antifasiszta egységfront létrehozását célzó törekvésekben. A párt alapítója és tagja lett az 1944 májusában alakult Magyar Frontnak (a Független Kisgazdapárttal, a Magyarországi Szociáldemokrata Párttal és a Békepárttal együtt).
1944 decemberében a szovjetek által már akkor megszállt magyar területekről összeszedett küldöttekből Ideiglenes Nemzetgyűlést alakítottak, amelyben részt vettek a Parasztpárt képviselői. A Dálnoki Miklós Béla tábornok vezetésével felállított (valójában Moszkvában összeállított) Ideiglenes Nemzeti Kormányban a kulcsfontosságú belügyi posztot a kommunistákhoz húzó parasztpárti politikus, Erdei Ferenc kapta. (A földművelésügyi posztot viszont sem a Parasztpárt, sem a Kisgazdapárt nem kaphatta meg – a kommunista Nagy Imrének juttatták, aki hamarosan földreformot jelentett be.)

## A kommunista hatalomátvételig
1945 augusztusában a pártnak 1400 szervezete és 170 ezerre becsült tagsága volt.
Borbándi Gyula visszaemlékezése szerint a Nemzeti Parasztpárt a háború után sok kérdésben radikálisabb volt, mint a népszerű Független Kisgazdapárt és „a szovjet megszállás után az első párt volt, amely nyíltan vállalta és viselte a nemzeti színeket”.
Az 1945. november 4-ei választásokon a Parasztpárt a negyedik legnagyobb párt lett (a kisgazdák, a kommunisták és a szociáldemokraták után), 23 képviselőt küldhetett a nemzetgyűlésbe és egy miniszteri posztot kapott a 18-tagú kormányban. (Keresztury Dezső vallás- és közoktatásügyi miniszter lett, a belügyminiszteri tárcát a korábban azt birtokló Erdei Ferencnek át kellett adnia a kommunistáknak.)
A párthoz szorosan kötődött az 1946-ban újraindult Válasz című folyóirat.

### Két szárnyra szakad
Már a háború után kezdődött a párt két egymástól markánsan elkülönülő szárnyra szakadása. Erdei Ferenc és Darvas József köre – amely az agrárszocialista hagyományokat ápoló parasztokra és a népi kollégistákra támaszkodott – a kisgazdák helyett inkább a munkáspártokhoz való közeledést támogatta, a pártot támogató fővárosiak és értelmiségiek közt népszerű Kovács Imre inkább jobbra néző, önálló politikára törekedett, Veres Péter pedig a két csoport közt egyensúlyozott.
A párt intéző bizottságának és képviselő csoportjának 1945. december 6-ai együttes ülésén többen is bírálták Erdeiék kommunistabarát politikáját. Kovács Imre
a szűk, szegényparaszti jelleg feladása és a középparasztság felé való nyitás mellett érvelt és azt mondta, a Parasztpárt feladata volna a kommunista és szociáldemokrata pártokhoz csatlakozott paraszti tömegek megnyerése is. (Mindez azt követte, hogy a kisgazdapárti Nagy Ferenc felvetette, orvosolni kellene földosztáskor a gazdagabb parasztok kárára elkövetett túlkapásokat.)
Erdei és Darvas keményen szembefordult a szövetségi politikát bíráló és bázisnyitást sürgető állásponttal. Veres Péter is őket támogatta: „Liberálisokkal éppen úgy nem működhetünk együtt, mint a konzervatívokkal, marad tehát – mint lehetséges szövetséges – a kommunisták vezette baloldal” – mondta. Erdei pedig így érvelt: „a párt társadalmi alapja a dolgozó parasztság, súllyal a kisebb (birtokos), vagy éppen birtoktalan réteggel. Gyökeres ellentétben vagyunk tehát a kisgazdapárttal.”
A gyorsan erőre kapó Magyar Parasztszövetségen belül azonban a Parasztpárt és a Kisgazdapárt helyi szervezeteinek együttműködése Erdeiék elvei ellenére szorossá vált, amit aggodalommal figyelt az MKP és a Szociáldemokrata Párt is. Amikor a kisgazda földművelésügyi miniszter, Kovács Béla megbízásából Kerék Mihály, az Országos Földhivatal igazgatója 1946 januárjára elkészítette a földreform visszásságainak rendezésére irányuló tervezetét, az MKP és a Nemzeti Parasztpárt azt a földreform ellen irányuló támadásként utasította vissza és ez sok újonnan földhöz jutott szimpátiáját váltotta ki. (A nyomás alatt Nagy Ferenc miniszterelnök 1946. február 23-án visszahívta Kovács Bélát tárcája éléről és elvetették a Kerék-féle törvénytervezetet.)
Mindezek után a kommunisták hozzáláttak a szociáldemokratákkal és a Parasztpárttal közös, kisgazdaellenes Baloldali Blokk szervezéséhez.

## Az 1956-os forradalomban
Az 1956. október 23-án kitört forradalom első napján Veres Péter volt azoknak a fiataloknak az egyik vezetője, akik a Bem térről a Parlament elé vonultak. Veres Péter egyike volt azoknak az értelmiségieknek, akik a kormányfői tisztség átvételére ösztönözték Nagy Imrét.
Bibó István és Farkas Ferenc a Petőfi Párt politikusaiként Nagy Imre harmadik kormányában (1956. november 3.) is tárcát kaptak.
A párt 1956. október 31-én, szerdán délután alakult újjá a Városligetben, a Vajdahunyad várában lévő Magyar Mezőgazdasági Múzeumban, nagy tömeg jelenlétében. Az S. Szabó Ferenc által szervezett, a rádióban is meghirdetett alakuló ülésen Veres Péter lemondott az elnöki posztról. Beszéde közben sokan közbekiabáltak és őt vádolták a párt működésének megszűnéséért. (Illyés megvédte.) Az alakuló ülést már október 30-án megelőzte egy összejövetel Illyés Gyula lakásán, a párt több meghatározó alakjának részvételével, ahol határozatot fogadtak el a választmány és az irányító testület tagjairól.
A párt visszakapta Dorottya utcai székházát. A párt nevét Petőfi Pártra változtatták - a párt nevének megváltoztatását leginkább Németh László szorgalmazta. Ezt S. Szabó, akit főtitkárhelyettesnek választottak (a főtitkár Farkas Ferenc volt) utólag így indokolta: „Feltételezem, hogy az akkor jól hangzó Petőfi-vonulatba ezzel az elnevezéssel akarták beemelni a Nemzeti Parasztpártot, megszabadulván ezzel a „nemzeti” miatt is sokszor sovinisztává, antiszemitává meg nem tudom mivé gyalázott névtől, meg a parasztiságtól is, mert a Dunántúl népe nem szerette a „paraszti” elnevezést. Annak, hogy „nemzeti” és „paraszt”, voltak olyan hátrányai, amelyek nem csengtek mindig, mindenkinek jól, de az, hogy Petőfi, az a népi vonalon is nagyon jól hangzott.” De voltak ellentétes hangok is – Bibó például a párt nevének megváltoztatását nem tartotta indokoltnak, illetve a Petőfi nevére való hivatkozást sem praktikus, sem eszmei okokból nem találta megfelelőnek.
Érdemi tevékenységet a forradalom leveréséig eltelő három napban a párt – más újjáalakult pártokhoz hasonlóan – a tanácskozásokon kívül (amelyeknek nem volt jegyzőkönyve) nem végzett. Fő politikai eredménye az volt, hogy két minisztert delegálhatott Nagy Imre harmadik kormányába (amely azonban csak egy napig lehetett hivatalban).

## Vitatott pontok
A Nemzeti Parasztpárt működésének leggyakrabban vitatott pontjai viszonyuk a kommunista párthoz (sok politikusuk közel került a kommunistákhoz), illetve a kitelepítések kérdésében elfoglalt radikális álláspontjuk (amelyet gyorsan átvettek a kommunisták is).
„A főváros körül a kormánynak, de elsősorban a parasztpártnak fontos programja az itteni sváb települések kérdésének rendezése. A parasztpárt követeli és hirdeti, hogy az országvesztésben bűnös svábságot telepítsék ki… Tűnjenek el azok a svábok, akik beszivárogtak az ország vezetésébe és akadályozták népünket abban, hogy maga intézze dolgait” – mondta Erdei Ferenc parasztpárti belügyminiszter a párt szigetszentmiklósi gyűlésén 1945 áprilisában.
Többek közt ugyancsak a párt baloldali szárnyához tartozó Erdei Ferenc volt az a parasztpárti politikusok közt, akiknek tevékenysége nehezen elválaszthatóvá tette az (egykori) parasztpártiakat a kommunistáktól. Erdei a kommunista kormányokban különböző fontos pozíciókat töltött be és felelőssé vált többek közt az 1950-es évek „padláslesöpréseiért”.

## Vezetői
Elnöke 1945 és 1949 közt Veres Péter volt. Főtitkára 1945-ben és 1946-ban, illetve 1947 és 1949 között Erdei Ferenc (1946 és 1947 közt egy ideig nem volt főtitkári poszt).
1949 és 1956 között a párt nem működött. 1956-ban Petőfi Párt néven alakult újra, elnöke 1956-ban és 1957-ben Farkas Ferenc volt. 
Ismertebb tagja volt a pártnak még Bibó István, Darvas József, Erdei Ferenc, Féja Géza, Illyés Gyula, Keresztury Dezső, Kovács Imre, Mátrai László, Németh László, Püski Sándor, Remenyik Zsigmond, Sinka István, Somogyi Imre, Szabó Lőrinc, Szabó Pál, Szabó Zoltán, Szíj Rezső, illetve Tamási Áron.